# Гонзага, Камилла
Ками́лла Гонза́га (итал. Camilla Gonzaga), или Ками́лла Гонза́га де Ро́сси (итал. Camilla Gonzaga de’ Rossi; 1500, Мантуя, маркграфство Мантуи — 1585, Сан-Секондо, герцогство Пармы и Пьяченцы) — итальянская аристократка из Весковатской ветви дома Гонзага, дочь Джованни, владельца Весковато. Жена Пьера Марии III де Росси; в браке — маркграфиня и графиня Сан-Секондо.

## Биография
Камилла Гонзага родилась в 1500 году в Мантуе. Она была дочерью Джованни, сеньора Весковато из дома Гонзага и Лауры Бентивольо (ит.). По отцовской линии Камилла приходилась внучкой Федерико I, маркграфу Мантуи и Маргарите Баварской, принцессе из дома Виттельсбахов. По материнской линии была внучкой Джованни II, сеньора Болоньи из дома Бентивольо и Джиневры Сфорца. До 1519 года она жила в Мантуе, откуда переехала в Весковато — сеньорию, приобретенную её отцом.

### Брак и потомство
В 1523 году Камилла вышла замуж за Пьера Марию III, 2-го маркграфа и 7-го графа Сан-Секондо из дома Росси. Супругу за ней было дано богатое приданое в шесть тысяч дукатов, а также драгоценности, одежда и мебель. В семье Пьера Марии III и Камиллы родились девять детей:
- Троило[итал.] (1525—1591), 3-й маркграф и 8-й граф Сан-Секондо под именем Троило II с 1547 года, сочетался браком с Элеонорой Рангони, от которой имел сына и двух дочерей;
- Джованни, умер в младенческом возрасте;
- Эрколе, умер в младенческом возрасте;
- Ипполито[итал.] (1530—1591), епископ Павии с 1564 года , кардинал-дьякон с титулом Санта-Мария-ин-Портико-Октавие с 1586 года и кардинал-священник с титулом Сан-Бьяджо-дель-Анелло с 1587 года;
- Сиджизмондо[итал.] (1532—1580), кондотьер и дипломат, сочетался браком с Барбарой Трапп ауф Хурбург, от которой имел сына;
- Федериго (1534—1569), апостольский протонотарий и референдарий, настоятель аббатства Сан-Пьетро-ин-Чьель-д’Оро в Павии с 1546 года и аббатства Кьяравалле с 1555 года, поэт и писатель — автор книг «Времена Джованны д’Арагона» (1555) и «Разные рифмы» (1560).
- Бьянка, монахиня в монастыре Святого Викентия в Мантуе;
- Лаура, в монашеском постриге Анна Камилла, монахиня в монастыре Святого Викентия в Мантуе;
- Элеонора, монахиня в монастыре Святого Викентия в Мантуе[4].

### Графиня Сан-Секондо
Камилла отличалась твердым характером. Она играла важную роль в политике дома Росси на дипломатическом фронте, заменяя супруга, участвовавшего в военных кампаниях. Росси владели феодом Сан-Секондо с 1365 года; с 1367 года с титулом графов. Они были вассалами римских пап, императоров Священной Римской империи, миланских герцогов. До конфликта с миланскими правителями из дома Сфорца и их союзниками Санвитале, Паллавичино, Да Корреджо, когда Росси утратили все свои владения, они были самым могущественным домом на западе Эмилии. Во время Итальянских войн про-французская позиция помогла им вернуть влияние в регионе. В 1502 году французский король Людовик XII признал за Росси титул маркграфов, предоставив им феод в суверенное правление.
Маркграфиня и графиня поддерживала тесные контакты с родственниками в Мантуе, с которыми вела активную переписку. По просьбе Камиллы Федерико II, маркграф Мантуи неоднократно присылал военную помощь на защиту владений её семьи: в 1527 году он защитил замок Рокка-ди-Берчето от нападения со стороны родственников её мужа, а в 1537 году спас замок Сан-Секондо от угрозы быть разрушенным по приказу римского папы Павла III.
Камилла овдовела в 1547 году. Некоторое время она находилась при дворе Екатерины Австрийской, супруги её двоюродного племянника Франческо III, герцога Мантуи и Монферрато. В 1556 году Росси утратили суверенное правление в маркграфстве под давлением испанского короля Филиппа II, став вассалами пармских герцогов. В 1559 году в статусе фрейлины Камилла сопровождала пармскую герцогиню Маргариту Австрийскую в поездке по Фландрии. После служила при дворе пармской герцогини Марии де Гимарайнш, жены герцога Алессандро. Овдовев, продолжила активную дипломатическую деятельность, помогая старшему сыну маркграфу и графу Троило II. Камилла Гонзага умерла в 1585 году в Сан-Секондо.

## В культуре
В собрании музея Прадо в Мадриде хранится «Портрет Камиллы Гонзага с сыновьями» кисти Пармиджанино, датируемый 1535 — 1538 или 1538 — 1539 годами. На картине изображена Камилла с тремя старшими сыновьями — Троило, Ипполито и Сиджизмондо. По мнению некоторых искусствоведов, это первый итальянский портрет матери с детьми. В память о свадьбе Камиллы Гонзага и Пьера Марии III де Росси в Сан-Секондо ежегодно в первое воскресенье июня проходит рыцарский турнир.